# بابلی‌ها (حلزون)
بابلی‌ها  (نام علمی: Babylonia) نام یک سرده از تیره بابلیان است.